# Hugo Carlsson (konstnär)
Ej att förväxla med Hugo Carlsson (tidningsman) eller manusförfattaren Hugo Carlsson.
Gustav Hugo Carlsson, född 1902 i Hällefors, Örebro län, död 1982, var en svensk konstnär.
Carlsson studerade vid Otte Skölds målarskola i Stockholm samt i Frankrike. Hans konst består av landskapsbilder från Bergslagens mossmarker. Han signerade sina verk Aspe.